# SV Kuppenheim
Der SV 08 Kuppenheim ist ein Fußballverein aus der baden-württembergischen Stadt Kuppenheim. Er gehört zum Bezirk Baden-Baden des Südbadischen Fußballverbands.

## Geschichte
Der Verein entstand 1908 als FV 08 Kuppenheim durch Fusion von FC Germania Kuppenheim (gegründet 1906) und FV Kuppenheim (gegründet 1907). Dem Verein gelang zur Spielzeit 1934/35 der Aufstieg in die damals zweitklassige Fußball-Bezirksklasse Mittelbaden. Als Nachfolgeverein wurde 1946 der SV 1946 Kuppenheim gebildet, der sich 1949 in SV 08 Kuppenheim umbenannte. Ein erster größerer Erfolg stellte sich 1949 mit dem Aufstieg der Fußballmannschaft in die Oberliga Südwest ein. In der Südstaffel konnte der sechste Platz belegt werden. Jedoch fand 1950 eine Strukturreform statt. Dabei wurden die ersten fünf Vereine der Südstaffel der Oberliga Südwest in die Oberliga Süd und die 2. Oberliga Süd eingegliedert, während die Vereine ab Platz sechs den Amateurligen in Südbaden und Württemberg zugeordnet wurden.
1978 qualifizierte sich der Verein als vierter der 1. Amateurliga Südbaden für die neugebildete Oberliga Baden-Württemberg (damals Deutschlands dritthöchste Spielklasse). Nach der zweiten Spielzeit stieg der SV 1980 knapp aufgrund der schlechteren Tordifferenz gegenüber zwei weiteren Vereinen ab. Ein Jahr später gelang den Fußballern 1981 der direkte Wiederaufstieg in die Oberliga Baden-Württemberg als Meister der Verbandsliga Südbaden. Hier konnte sich der SV Kuppenheim vier Spielzeiten halten. Als Tabellenfünfzehnter stieg der Verein nach der Saison 1984/85 wieder aus der höchsten Baden-Württembergischen Fußballklasse ab.
In der Saison 2008/09 stieg der Verein nach zweijähriger Zugehörigkeit aus der Verbandsliga ab und trat somit ab 2009 in der siebtklassigen Landesliga an. Nach vier Jahren schaffte der SV08 in der Saison 2012/13 als Landesligameister die Rückkehr in die Verbandsliga Südbaden.

## Erfolge
- Meister der Verbandsliga Südbaden 1981
- Meister der Landesliga 2007, 2013
- Südbadischer A-Jugendmeister 1957, 1988
- Südbadischer A-Jugend Pokalsieger 1988
- Südbadischer C-Jugendmeister 1957, 1994
- Südbadischer D-Jugendmeister 1957, 1988, 2004, 2022
- Südbadischer A-Jugend Futsal-Hallenmeister 2007, 2018, 2019
- Südbadischer B-Jugend Futsal-Hallenmeister 2011, 2012, 2015, 2019
- Südbadischer C-Jugend Futsal-Hallenmeister 2017

## Bekannte ehemalige Spieler
- Hans Mink (1929–1965), Torwart, von 1952 bis 1954 beim Karlsruher SC
- Didi Hinkelmann (1940–2016), Mittelstürmer, 1960–1964 Vertragsspieler beim Freiburger FC in 2. Liga-Süd
- Klaus Beverungen (* 1951) Bundesligaprofi beim FC Schalke 04, FC St. Pauli, Eintracht Frankfurt, von 1979 bis 1984, seinem Karriereende, Spieler in Kuppenheim
- Sven Eller (* 1979), in der Jugend bei Kuppenheim, später Bundesligaprofi (Sechsminuteneinsatz beim Karlsruher SC), 1998 bis 2002 bei TSG 1899 Hoffenheim.
- Marco Grimm (* 1972) Bundesligaprofi beim FC Bayern München, VfB Stuttgart, Grazer AK, Karlsruher SC und bei Eintracht Braunschweig
- Valentin Herr (* 1957), Amateurnationalspieler und späterer Bundesligaprofi bei Bayer 04 Leverkusen und Kickers Offenbach
- Alexander Ogrinc (* 1968), Torwart, Jugend VFB Stuttgart, von 1991 bis 2008 in 10 Vereinen von Oberliga bis 2. Bundesliga tätig. U. A in Arminia Bielefeld, Rot-Weiss Essen, Wilhelmshaven, Wuppertaler SV. Nach Karriereende Torwarttrainer.
- Adnan Kevrić (* 1970), 1986–1988 bei SV Kuppenheim, Profi bei Stuttgarter Kickers und SSV Ulm 1846
- Helmut Kremers (* 1949) Bundesligaprofi beim FC Schalke 04, Borussia Mönchengladbach, Kickers Offenbach, Mitglied im Kader der deutschen Nationalmannschaft bei der Weltmeisterschaft 1974; Spielertrainer 1982/83
- Heinz Stickel (1949–2015) Bundesligaprofi beim 1. FC Kaiserslautern und VfB Stuttgart; Spielertrainer 1981/82
- Matthias Fritz (* 1969), Mittelfeldspieler spielte beim Karlsruher SC und SSV Ulm in der ersten Bundesliga. In der Regionalliga beim SV Sandhausen
- Nico Rieble (* 1995) wechselte in der Jugend zum KSC dann 2010 nach Hoffenheim. Spielte bis 2016 in der 2. Mannschaft. Danach Profi in Bochum, Hansa Rostock, VfB Lübeck.
- Marlon Dinger (* 2001) wechselte in der Jugend zum KSC. Profi beim Karlsruher SC (Zweitligaeinsatz gegen Hannover 96)

## Spielstätte
Der SV 08 Kuppenheim trägt seine Heimspiele im Wörtelstadion aus.
Im November 2010 wurde der Tatort: Im Abseits zum Großteil im Wörtelstadion gedreht. Die Folge wurde am 19. Juni 2011 ausgestrahlt.